# NGC 1999
NGC 1999 é uma nebulosa difusa e de reflexão, situada na constelação de Orion a 1500 anos-luz de distancia do Sistema Solar. Compõe-se principalmente de poeira, e brilha a partir da luz da estrela variável V380 Orionis, uma estrela de massa 3,5 vezes a do Sol.